# 裂鰭鼬鯰
裂鰭鼬鯰，為輻鰭魚綱鯰形目鼬鯰科的其中一種，為熱帶淡水魚，分布於南美洲巴西Estrela河流域，體長可達6公分，棲息在底層水域，生活習性不明。